# Tim de Cler
Tim de Cler (Leida, 8 novembre 1978) è un ex calciatore olandese, di ruolo difensore.

## Carriera

### Club

#### Lugdunum
A sei anni de Cler entra nel settore giovanile del Lugdunum, una squadra dilettantistica, dove gioca come difensore fino all'età di dodici anni. A quel punto l'Ajax mostra interesse per lui e gli offre di unirsi al settore giovanile. De Cler, nonostante tifi per il Feyenoord, accetta.

#### Ajax
All'Ajax comincia a giocare da ala sinistra, prima di diventare terzino sinistro quando militava nella squadra giovanile A. Poco dopo l'Ajax gli offre il suo primo contratto da professionista e lo fa giocare nella seconda squadra, permettendogli qualche volta di allenarsi con la prima squadra.
Il 23 aprile 1998 fa il suo debutto nel calcio professionistico nella partita vinta per 6-1 contro il Willem II. Tuttavia dopo due giorni si rompe la tibia in una partita con la seconda squadra, rimanendo fermo quattro mesi. In quella stagione l'Ajax vince sia l'Eredivisie, sia la KNVB beker anche se de Cler non gioca quasi mai per via dell'infortunio. Poco dopo il suo rientro la tibia viene colpita da una pallonata, costringendolo a stare fuori altri quattro mesi. De Cler si riunisce alla squadra e vince un'altra volta la Coppa d'Olanda, giocando molto di più dell'anno prima. Nonostante una grande concorrenza con giocatori del calibro di Cristian Chivu, John O'Brien e Maxwell riesce a ritagliarsi un suo spazio e a giocare molte partite. Nel 2001-02 vince sia l'Eredivisie sia la Coppa d'Olanda, rispettivamente per la seconda e terza volta.

#### AZ
Nell'estate del 2002 decide di lasciare l'Ajax e passa all'AZ Alkmaar, che l'anno precedente aveva navigato a centro classifica, Nella prima stagione finisce il campionato in decima posizione, ma l'anno successivo le cose vanno meglio con il nuovo allenatore Co Adriaanse. Infatti con Adriaanse l'AZ si inserisce tra le grandi olandesi e conquista l'accesso alle coppe europee. Nel 2005 arriva inaspettatamente alla semifinale di Coppa UEFA, dove viene sconfitto per la regola dei gol in trasferta dallo Sporting Lisbona.
Nella stagione 2006-07 l'Az arriva all'ultima giornata in testa al campionato a pari dell'Ajax e del PSV, ma con la differenza reti a favore in caso di arrivo a pari punti. Tuttavia mentre l'Ajax e il PSV vincono le loro partite l'AZ perde contro l'Excelsior, finendo così il campionato al terzo posto. In quella stagione l'AZ perde anche la finale di Coppa d'Olanda ai rigori contro l'Ajax.

#### Feyenoord
Dopo cinque anni all'AZ de Cler decide di cambiare, sia il PSV sia il Feyenoord si mostrano interessate a lui. Il suo agent Rob Jansen, che è anche l'agente di Roy Makaay e Kevin Hofland, decide di fare una trattativa unica per portarli tutti e tre al Feyenoord. In questa trattativa si aggiunge anche Sigi Lens che è l'agente di Giovanni van Bronckhorst. Così quando il nuovo allenatore Bert van Marwijk firma il suo contratto nel giro di posche settimane tutti e quattro i giocatori firmano anche loro per il Feyenoord. Con il Feyenoord gioca trentadue partite il primo anno, diciannove il secondo, sette il terzo e ventinove l'ultimo anno.

#### AEK Larnaca
Nel luglio del 2011, al termine del contratto con il Feyenoord, viene ingaggiato dall'AEK Larnaca, con cui mette a segno una rete in una partita casalinga di qualificazione per l'Europa League, disputatasi il 28 luglio 2011 contro il Mladá Boleslav.

### Nazionale
Con Marco van Basten come ct de Cler ha fatto costantemente parte della nazionale olandese, venendo anche convocato per i mondiali del 2006, nei quali ha disputato solo una partita, ovvero il pareggio 0-0 contro l'Argentina.
È stato convocato nella Nazionale olandese (sempre allenata da Van Basten) per Euro 2008, nel quale ha fatto una sola presenza, contro la Romania.

## Statistiche

### Presenze e reti nei club
Statistiche aggiornate al 18 maggio 2013.
| Stagione           | Club               | Campionato         | Campionato | Campionato | Coppe nazionali | Coppe nazionali | Coppe nazionali | Coppe continentali | Coppe continentali | Coppe continentali | Altre coppe | Altre coppe | Altre coppe | Totale | Totale |
| Stagione           | Club               | Comp               | Pres       | Reti       | Comp            | Pres            | Reti            | Comp               | Pres               | Reti               | Comp        | Pres        | Reti        | Pres   | Reti   |
| ------------------ | ------------------ | ------------------ | ---------- | ---------- | --------------- | --------------- | --------------- | ------------------ | ------------------ | ------------------ | ----------- | ----------- | ----------- | ------ | ------ |
| 1997-1998          | Ajax               | ED                 | 1          | 0          | CO              | ?               | ?               | -                  | -                  | -                  | -           | -           | -           | 1+     | 0+     |
| 1998-1999          | Ajax               | ED                 | 12         | 0          | CO              | 1               | 0               | -                  | -                  | -                  | -           | -           | -           | 13     | 0      |
| 1999-2000          | Ajax               | ED                 | 21         | 0          | CO              | 1               | 0               | CU                 | 4                  | 0                  | -           | -           | -           | 26     | 0      |
| 2000-2001          | Ajax               | ED                 | 25         | 2          | CO              | 1               | 0               | CU                 | 2                  | 0                  | -           | -           | -           | 28     | 2      |
| 2001-2002          | Ajax               | ED                 | 16         | 0          | CO              | 2               | 0               | CU                 | 2                  | 0                  | -           | -           | -           | 20     | 0      |
| Totale Ajax        | Totale Ajax        | Totale Ajax        | 75         | 2          |                 | 5+              | 0+              |                    | 8                  | 0                  |             | -           | -           | 88+    | 2+     |
| 2002-2003          | AZ Alkmaar         | ED                 | 30         | 2          | CO              | 2               | 1               | -                  | -                  | -                  | -           | -           | -           | 32     | 3      |
| 2003-2004          | AZ Alkmaar         | ED                 | 33         | 0          | CO              | 2               | 2               | -                  | -                  | -                  | -           | -           | -           | 35     | 2      |
| 2004-2005          | AZ Alkmaar         | ED                 | 32         | 1          | CO              | 1               | 0               | CU                 | 14                 | 0                  | -           | -           | -           | 47     | 1      |
| 2005-2006          | AZ Alkmaar         | ED                 | 30+2       | 0          | CO              | 5               | 0               | CU                 | 7                  | 0                  | -           | -           | -           | 44     | 0      |
| 2006-2007          | AZ Alkmaar         | ED                 | 32+4       | 1+1        | CO              | 9               | 2               | CU                 | 11                 | 0                  | -           | -           | -           | 56     | 4      |
| Totale AZ Alkmaar  | Totale AZ Alkmaar  | Totale AZ Alkmaar  | 157+6      | 4+1        |                 | 19              | 5               |                    | 32                 | 0                  |             | -           | -           | 214    | 10     |
| 2007-2008          | Feyenoord          | ED                 | 32         | 1          | CO              | 6               | 0               | -                  | -                  | -                  | -           | -           | -           | 38     | 1      |
| 2008-2009          | Feyenoord          | ED                 | 19+2       | 0          | CO              | 4               | 0               | CU                 | 5                  | 0                  | SO          | 1           | 0           | 31     | 0      |
| 2009-2010          | Feyenoord          | ED                 | 7          | 0          | CO              | 3               | 0               | -                  | -                  | -                  | -           | -           | -           | 10     | 0      |
| 2010-2011          | Feyenoord          | ED                 | 29         | 0          | CO              | 1               | 0               | UEL                | 2                  | 0                  | -           | -           | -           | 32     | 0      |
| Totale Feyenoord   | Totale Feyenoord   | Totale Feyenoord   | 87+2       | 1          |                 | 14              | 0               |                    | 7                  | 0                  |             | 1           | 0           | 111    | 1      |
| 2011-2012          | AEK Larnaca        | A                  | 26         | 0          | CC              | 7               | 1               | UEL                | 11                 | 1                  | -           | -           | -           | 44     | 2      |
| 2012-2013          | AEK Larnaca        | A                  | 20         | 0          | CC              | 3               | 0               | -                  | -                  | -                  | -           | -           | -           | 23     | 0      |
| Totale AEK Larnaca | Totale AEK Larnaca | Totale AEK Larnaca | 46         | 0          |                 | 10              | 1               |                    | 11                 | 1                  |             | -           | -           | 67     | 2      |
| Totale carriera    | Totale carriera    | Totale carriera    | 365+8      | 8          |                 | 48+             | 6+              |                    | 58                 | 1                  |             | 1           | 0           | 480+   | 15+    |

### Cronologia presenze e reti in nazionale
| Cronologia completa delle presenze e delle reti in nazionale ― Paesi Bassi | Cronologia completa delle presenze e delle reti in nazionale ― Paesi Bassi | Cronologia completa delle presenze e delle reti in nazionale ― Paesi Bassi | Cronologia completa delle presenze e delle reti in nazionale ― Paesi Bassi | Cronologia completa delle presenze e delle reti in nazionale ― Paesi Bassi | Cronologia completa delle presenze e delle reti in nazionale ― Paesi Bassi | Cronologia completa delle presenze e delle reti in nazionale ― Paesi Bassi | Cronologia completa delle presenze e delle reti in nazionale ― Paesi Bassi |
| Data                                                                       | Città                                                                      | In casa                                                                    | Risultato                                                                  | Ospiti                                                                     | Competizione                                                               | Reti                                                                       | Note                                                                       |
| -------------------------------------------------------------------------- | -------------------------------------------------------------------------- | -------------------------------------------------------------------------- | -------------------------------------------------------------------------- | -------------------------------------------------------------------------- | -------------------------------------------------------------------------- | -------------------------------------------------------------------------- | -------------------------------------------------------------------------- |
| 17-8-2005                                                                  | Rotterdam                                                                  | Paesi Bassi                                                                | 2 – 2                                                                      | Germania                                                                   | Amichevole                                                                 | -                                                                          | 46’                                                                        |
| 7-9-2005                                                                   | Eindhoven                                                                  | Paesi Bassi                                                                | 4 – 0                                                                      | Andorra                                                                    | Qual. Mondiali 2006                                                        | -                                                                          |                                                                            |
| 1-6-2006                                                                   | Eindhoven                                                                  | Paesi Bassi                                                                | 2 – 1                                                                      | Messico                                                                    | Amichevole                                                                 | -                                                                          |                                                                            |
| 16-8-2006                                                                  | Dublino                                                                    | Irlanda                                                                    | 0 – 4                                                                      | Paesi Bassi                                                                | Amichevole                                                                 | -                                                                          | 61’                                                                        |
| 21-6-2006                                                                  | Francoforte                                                                | Paesi Bassi                                                                | 0 – 0                                                                      | Argentina                                                                  | Mondiali 2006 - 1º turno                                                   | -                                                                          | 48’                                                                        |
| 2-9-2006                                                                   | Lussemburgo                                                                | Lussemburgo                                                                | 0 – 1                                                                      | Paesi Bassi                                                                | Qual. Euro 2008                                                            | -                                                                          |                                                                            |
| 11-10-2006                                                                 | Amsterdam                                                                  | Paesi Bassi                                                                | 2 – 1                                                                      | Albania                                                                    | Qual. Euro 2008                                                            | -                                                                          | 80’                                                                        |
| 7-2-2007                                                                   | Amsterdam                                                                  | Paesi Bassi                                                                | 4 – 1                                                                      | Russia                                                                     | Amichevole                                                                 | -                                                                          | 78’                                                                        |
| 2-6-2007                                                                   | Seul                                                                       | Corea del Sud                                                              | 0 – 2                                                                      | Paesi Bassi                                                                | Amichevole                                                                 | -                                                                          | 56’                                                                        |
| 6-6-2007                                                                   | Bangkok                                                                    | Thailandia                                                                 | 1 – 3                                                                      | Paesi Bassi                                                                | Amichevole                                                                 | -                                                                          | 74’                                                                        |
| 6-2-2008                                                                   | Spalato                                                                    | Croazia                                                                    | 0 – 3                                                                      | Paesi Bassi                                                                | Amichevole                                                                 | -                                                                          |                                                                            |
| 26-3-2008                                                                  | Vienna                                                                     | Austria                                                                    | 3 – 4                                                                      | Paesi Bassi                                                                | Amichevole                                                                 | -                                                                          | 79’                                                                        |
| 24-5-2008                                                                  | Rotterdam                                                                  | Paesi Bassi                                                                | 3 – 0                                                                      | Ucraina                                                                    | Amichevole                                                                 | -                                                                          | 61’                                                                        |
| 29-5-2008                                                                  | Eindhoven                                                                  | Paesi Bassi                                                                | 1 – 1                                                                      | Danimarca                                                                  | Amichevole                                                                 | -                                                                          | 66’                                                                        |
| 1-6-2008                                                                   | Rotterdam                                                                  | Paesi Bassi                                                                | 2 – 0                                                                      | Galles                                                                     | Amichevole                                                                 | -                                                                          | 46’                                                                        |
| 17-6-2008                                                                  | Berna                                                                      | Paesi Bassi                                                                | 2 – 0                                                                      | Romania                                                                    | Euro 2008 - 1º turno                                                       | -                                                                          |                                                                            |
| 19-11-2008                                                                 | Amsterdam                                                                  | Paesi Bassi                                                                | 3 – 1                                                                      | Svezia                                                                     | Amichevole                                                                 | -                                                                          | 46’                                                                        |
| Totale                                                                     |                                                                            | Presenze                                                                   | 17                                                                         |                                                                            | Reti                                                                       | 0                                                                          |                                                                            |

## Palmarès

### Club

#### Competizioni nazionali
- Campionato olandese: 2

Ajax: 1997-1998, 2001-2002
- Coppa dei Paesi Bassi: 4

Ajax: 1997-1998, 1998-1999, 2001-2002
Feyenoord: 2007-2008